# Ichthyocampus
Ichthyocampus är ett släkte av fiskar. Ichthyocampus ingår i familjen kantnålsfiskar.
Kladogram enligt Catalogue of Life:
| Ichthyocampus | \| \| Ichthyocampus bikiniensis \| \| \| \| \| \| Ichthyocampus carce \| \| \| \| |
|               | \| \| Ichthyocampus bikiniensis \| \| \| \| \| \| Ichthyocampus carce \| \| \| \| |
|               | Ichthyocampus bikiniensis                                                         |
|               |                                                                                   |
|               | Ichthyocampus carce                                                               |
|               |                                                                                   |